# آمنة بنت خجو
آمنة بنت خجو هي فقيهة وصوفية صالحة، و أديبة مغربية، وهي آمنة بنت خجو بن علي الحسانية الصنهاجية من قبيلة بني حسان الأمازيغية إحدى قبائل جبال غمارة غرب الريف بالمغرب، وهي أخت العالمين أبي القاسم والحسين.

## حياتها
كانت عالمة مشاركة في الحديث والفقه والتصوف والأدب، نشأت في زاوية أخيها ابي القاسم ببني حسان، وتعلمت على يده مبادئ اللغة والدين، فاشتهرت هناك بالفضل والحرص على تعليم بنات جنسها المؤمنات، وهي التي أشار إليها أحمد بن الحسن بن عرضون في «مقنع المحتاج»، بعد أن ذكر ما كانت عليه والدته من المعرفة بالأحكام الدينية، فقال:
| آمنة بنت خجو | وأما عمتها أخت جدنا سيدي أبي القاسم ابن خجو رحمه الله، وهي زوجة سيدي عبد الله الهبطي... فلا تسأل عن علمها ومعرفتها! | آمنة بنت خجو |

ولما ذاع صيتها، أشار أصحاب الفقيه الهبطي عليه بتزوجها، وأن يقلع عن التبتل الذي عاش فيه ست سنوات بعد أن أسس زاويته، ولتقوم هي بتعليم النساء في زاويته ويتفرغ هو لتعليم الرجال وتربيتهم، وقالو له:
... قـالـــوا تــــزوج إن تـــــرد مـــا تــــرجـو    أخـت أبـي الـــــقـــــاســـم ابـــــن خـــجـو
وقد انتقلت آمنة إلى بيت زوجها عبد الله الهبطي بالجبل الأشهب، فصارت تعلم النساء والبنات، وهو يعلم الرجال، حتى كاد يكون جميع سكان الجبل يعلمون بأمور دينهم رجالا ونساء وصبيانا، وكان أكثر دروسها في الفقه والحديث، وبخاصة صحيح مسلم. وفي كنفها تربى ونشأ ولداه منها محمد الكبير و محمد الصغير.
توفيت رحمها الله سنة 963هـ/1555م.